# Mantinga
Mantinga ist ein Unternehmen in Marijampolė, Litauen.
Es ist ein führendes baltisches Herstellungsunternehmen für tiefgefrorene Backwaren und kalte Snacks. Mantinga exportiert in 30 Länder. Es erzielte 2013 einen Umsatz von 145 Mio. Litas. Das Unternehmen ist Sponsor von BC Sūduva-Mantinga,  eines Basketballvereins aus Marijampolė.

## Sortiment
Im Sortiment gibt es Steinofen-Brot, Ciabatta, Bocatta; litauisches leichtes, dunkles Toastbrot; rustikales französisches Baguette; Brötchen, süßes Gebäck, Croissants; Hamburger, Hot-Dogs; Panino; Donuts, Berliner, Muffins; herzhafte Snacks, Steinofenpizza, Pizza-Böden, Burger; Dreiecks- und Baguette-Sandwiches; Trinksuppen, Teig, Törtchen.